# HD 219134 b
HD 219134 b (ou HR 8832 b ou encore TOI-1489 b) est une exoplanète orbitant autour de l'étoile Gliese 892.
Sa découverte est annoncée le 30 juillet 2015.

## Découverte
La planète a été découverte grâce au spectrographe HARPS-N installé sur le télescope national italien Galileo à l'observatoire du Roque de los Muchachos sur l'île de La Palma (îles Canaries, Espagne). Cette découverte a été confirmée par l'observation du transit de la planète par le télescope spatial Spitzer.

## Caractéristiques
Se situant à environ 21 années-lumière de nous, c'est l'exoplanète tellurique confirmée la plus proche jamais découverte en 2015. Mais dès l'année suivante, la détection de Proxima Centauri b située à 4,2 al, divise par cinq ce plus petit éloignement.
HD 219134 b est une super-Terre dont le rayon et la masse sont respectivement 1,6 et 4,5 fois plus grands que ceux de la Terre. De ce fait, la densité de HD 219134 b (environ 6 g/cm3) est similaire à celle de la planète bleue (5,5 g/cm3), ce qui corrobore le fait que cette exoplanète est tellurique. La proximité de HD 219134 b avec le système solaire permettra une étude approfondie de la planète.
Riche en calcium, magnésium et silicium et étant très proche de son étoile, HD 219134 b subit des températures  élevées. Ce qui peut provoquer les réactions chimiques à l'origine de l'apparition de pierres précieuses, notamment des rubis et des saphirs, qui sont des oxydes d'aluminium.

### Orbite, température et climat
Cette exoplanète ne se situe pas dans la zone habitable de son étoile. En effet, elle orbite autour de cette dernière en à peine trois jours. Ainsi, la température à sa surface serait proche de 700 kelvins, soit plus de 400 °Celsius, rendant peu probable la présence de vie à sa surface.